# Ósmy rząd Izraela
Ósmy rząd Izraela – rząd Izraela, sformowany 7 stycznia 1958, którego premierem został Dawid Ben Gurion z Mapai. Rząd został powołany przez koalicję mającą większość w Knesecie IV kadencji, po odwołaniu poprzedniej rady ministrów. Funkcjonował do 17 grudnia 1959, kiedy to powstał kolejny rząd również pod przywództwem Dawida Ben Guriona.